# Petropavlovsk (couraçado de 1894)
O Petropavlovsk (Петропавловск) foi um couraçado pré-dreadnought operado pela Marinha Imperial Russa e a primeira embarcação da Classe Petropavlovsk, seguido pelo Poltava e Sebastopol. Sua construção começou em maio de 1892 no Novo Estaleiro do Almirantado e foi lançado ao mar em março de 1894, sendo comissionado na frota russa em 1899. Era armado com uma bateria de quatro canhões de 305 milímetros montados em duas torres de artilharia duplas, tinha um deslocamento de mais de onze mil toneladas e alcançava uma velocidade máxima de dezesseis nós.
A embarcação foi designada para atuar na Esquadra do Pacífico logo depois de entrar em serviço, tendo Porto Artur na China como sua base. Participou em meados de 1900 da supressão do Levante dos Boxers, enquanto quatro anos depois se envolveu na Guerra Russo-Japonesa. Ele esteve presente no início de fevereiro de 1904 da Batalha de Porto Artur, sendo levemente danificado por disparos japoneses. O Petropavlovsk acabou afundando em 13 de abril depois de bater em uma mina naval, com 679 oficiais e marinheiros morrendo, incluindo o vice-almirante Stepan Makarov.

## Características

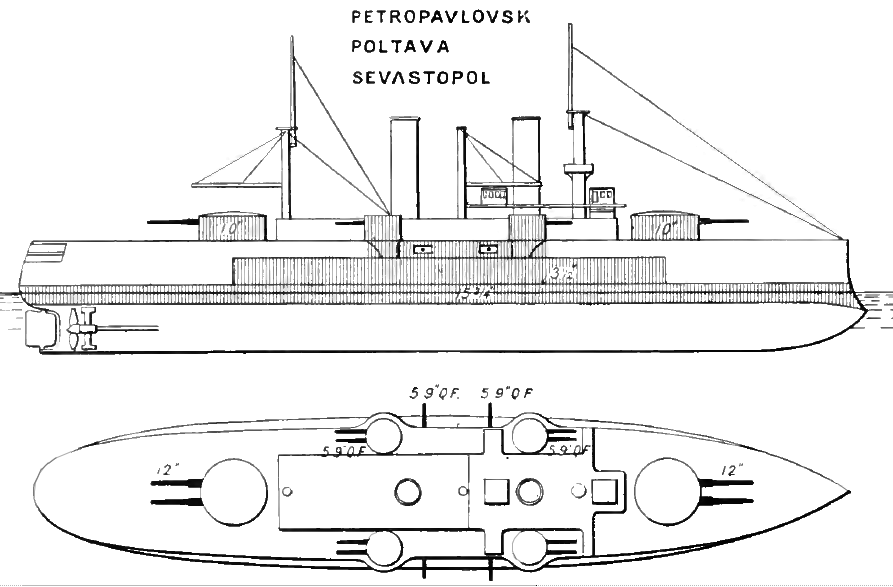
Desenho da Classe Petropavlovsk

O projeto da Classe Petropavlovsk foi inspirado no navio blindado Imperator Nikolai I, porém muito ampliado com o objetivo de poder acomodar um armamento principal de quatro canhões de 305 milímetros e um secundário oito canhões de 203 milímetros. Entretanto, durante a construção a classe foi revisada a fim de incorporar uma versão mais poderosa da arma de 305 milímetros e uma bateria secundária de doze armas de 152 milímetros.
O Petropavlovsk tinha 114,6 metros de comprimento de fora a fora, uma boca de 21,3 metros e um calado de 8,6 metros. Foi projetado para ter um deslocamento de 11 140 toneladas, porém foi finalizado com quatrocentas toneladas a mais e seu deslocamento era de 11 536 toneladas. Seu sistema de propulsão era composto por catorze caldeiras cilíndricas que alimentavam dois motores verticais de tripla-expansão produzidos pela empresa britânica Hawthorn Leslie, cada um girando uma hélice. Tinha uma potência indicada de 10,7 mil cavalos-vapor (7,9 mil quilowatts) para uma velocidade máxima de dezesseis nós (trinta quilômetros por hora). Podia transportar carvão suficiente para uma autonomia de 3 750 milhas náuticas (6 940 quilômetros) a dez nós (dezenove quilômetros por hora). Sua tripulação era formada 725 oficiais e marinheiros quando servindo como capitânia.
O armamento principal tinha quatro canhões Obukhov Modelo 1895 de 305 milímetros montados em duas torres de artilharia duplas, uma à vante e outra à ré da superestrutura. O armamento secundário tinha dezesseis canhões Canet Padrão 1892 de 152 milímetros em quatro torres de artilharia duplas nas laterais da superestrutura e os restantes em embrasuras no casco à meia-nau. O armamento contra barcos torpedeiros tinha dez canhões Hotchkiss de 47 milímetros e 28 canhões Maxim de 37 milímetros. Também havia seis tubos de torpedo, dois submersos de 457 milímetros e quatro acima da linha d'água de 381 milímetros.
O Petropavlovsk seria originalmente equipado com blindagem de aço-níquel produzida por fabricantes russos, porém estes foram incapazes de suprir a demanda, assim a blindagem precisou ser encomendada da Bethlehem Steel nos Estados Unidos. Seu cinturão principal de blindagem tinha 406 milímetros de espessura sobre as salas de máquinas, reduzindo-se para 305 milímetros na região dos depósitos de munição e 203 milímetros na extremidade inferior. A proteção das torres de artilharia consistia em 254 milímetros nas laterais e 51 milímetros no teto. O convés era protegido por aço-níquel de 51 a 76 milímetros, enquanto a torre de comando tinha laterais de 229 milímetros de espessura.

## História

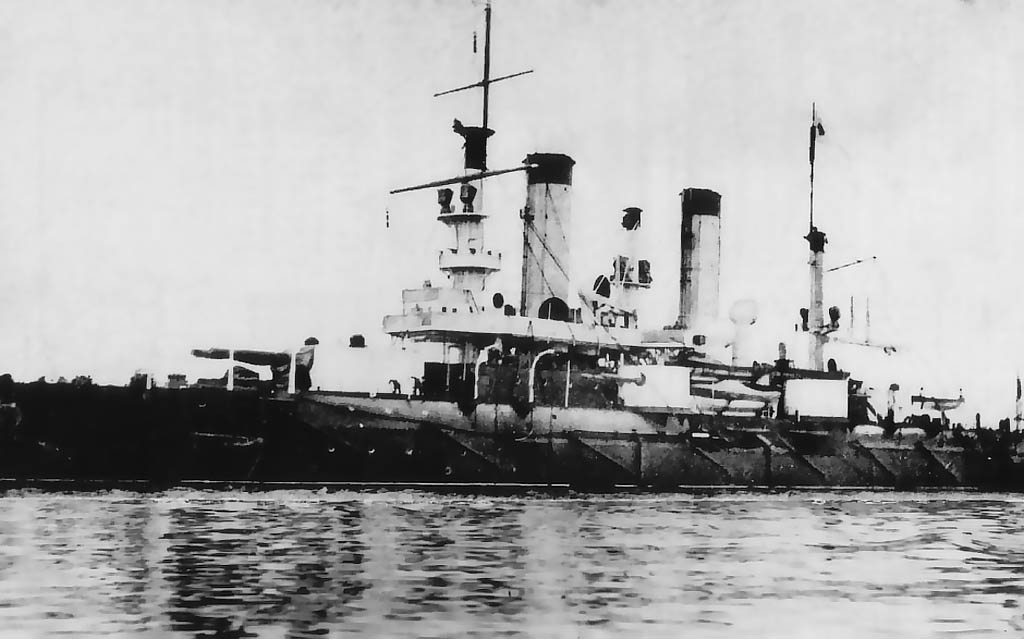
O Petropavlovsk em 1903

O batimento de quilha do Petropavlovsk ocorreu junto com seus irmãos em 19 de maio de 1892 no Novo Estaleiro do Almirantado em São Petersburgo, sendo lançado ao mar em 9 de novembro de 1894. Foi batizado em homenagem ao Cerco de Petropavlovsk de 1854, durante a Guerra da Crimeia. Sua construção se arrastou por seis anos devido a uma escassez de trabalhadores qualificados, mudanças de projeto e atrasos na entrega dos armamentos. Seus testes marítimos ocorreram entre 1898 e 1899 e ao final deles foi enviado para o Extremo Oriente. O couraçado deixou Kronstadt em 19 de outubro de 1899 e chegou em Porto Artur, na China, em 10 de maio de 1900, tornando-se a capitânia do vice-almirante Nikolai Skridlov da Esquadra do Pacífico. O Petropavlovsk ajudou a subjugar o Levante dos Boxers na China em meados de 1900. O vice-almirante Oskar Starck substituiu Skridlov no comando da esquadra em fevereiro de 1902, também usando o navio como sua capitânia. Equipamento de rádio foi instalado a bordo no mesmo ano.

### Porto Artur
Tanto a Rússia quanto o Japão, após a vitória japonesa na Primeira Guerra Sino-Japonesa em 1895, tinham ambições de controlarem a Manchúria e a Coreia, resultando em tensões cada vez maiores entre os dois países. Os japoneses iniciaram em 1901 negociações para reduzir essas tensões, porém o governo russo foi lento e incerto em suas respostas porque ainda não tinha decidido exatamente como resolver esse problema. O Japão interpretou isso como uma prevaricação deliberada por parte da Rússia com o objetivo de ganhar tempo a fim de completar seus programas armamentistas. A situação foi piorada pelo fato de tropas russas não terem deixado a Manchúria em 1903 como previamente prometido. O ponto sem volta para os japoneses ocorreu quando notícias surgiram que a Rússia tinha recebido concessões madeireiras no norte da Coreia e estava se recusando a reconhecer os interesses do Japão na Manchúria, ao mesmo tempo que também colocava condições sobre atividades japonesas na Coreia. Estas ações fizeram o governo japonês decidir em dezembro de 1903 que uma guerra era inevitável. A Esquadra do Pacífico, enquanto as tensões com o Japão cresciam, começou a atracar do lado de fora do porto de Porto Artur durante a noite a fim de reagir mais rapidamente caso os japoneses tentassem invadir e desembarcar tropas na Coreia.
A Marinha Imperial Japonesa lançou um ataque surpresa contra a frota russa em Porto Artur na noite de 8 para 9 de fevereiro de 1904. O Poltava não foi acertado no ataque inicial de barcos torpedeiros e fez parte da surtida que na manhã seguinte foi atacada pela Frota Combinada japonesa, comandada pelo vice-almirante Tōgō Heihachirō. Este esperava que o ataque surpresa seria muito mais bem-sucedido do que foi, antecipando que os russos estariam desorganizados e enfraquecidos, porém eles tinham se recuperado e estavam prontos para seu ataque. Os japoneses foram avistados pelo cruzador protegido Boyarin, que estava patrulhando próximo do porto e alertou as defesas. Tōgō escolheu atacar as baterias costeiras russas com seu armamento principal e os navios inimigos com a bateria secundária. Esta divisão foi uma decisão ruim, pois os canhões secundários japoneses pouco danificaram as embarcações russas, que concentraram todos os seus disparos no inimigo com algum efeito. O Petropavlovsk foi levemente danificado por um projétil de 152 milímetros e dois de 305 milímetros, matando dois tripulantes e ferindo cinco. Em resposta disparou vinte projéteis de 305 milímetros e 68 de 152 milímetros, mas não atingiu os navios japoneses. O Ministério Naval ficou insatisfeito com o desempenho da Esquadra do Pacífico, substituindo Starck em 7 de março com o mais agressivo e dinâmico vice-almirante Stepan Makarov, considerado o almirante russo mais competente. Ele queria transferir sua capitânia para o melhor blindado couraçado Tsesarevich, porém este tinha sido danificado no ataque e passaria um bom tempo sob reparo, assim à contragosto foi obrigado manter o Petropavlovsk como a capitânia.

### Naufrágio

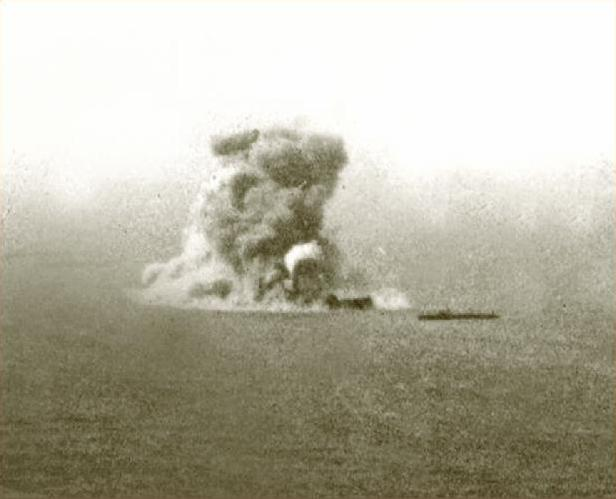
O Petropavlovsk explodindo depois de bater em uma mina em 13 de abril de 1904

Os japoneses não conseguiram bloquear ou afunilar as embarcações russas dentro do Porto Artur, assim Tōgō decidiu formular um novo plano. Seus navios deveriam criar campos minados na entrada do porto e então atrair os russos na esperança de que conseguissem afundar algumas embarcações. O lança-minas Koru Maru, com a cobertura de destacamentos de contratorpedeiros, começou a lançar minas próximo da entrada de Porto Artur na noite de 31 de março. Os japoneses foram observados por Makarov, porém ele achou que eram na verdade contratorpedeiros russos que tinha ordenado que patrulhassem a área.
O contratorpedeiro russo Strashnii acabou navegando junto dos contratorpedeiros japoneses enquanto fazia patrulha na madrugada de 13 de abril. Seu oficial comandante percebeu o erro e tentou fugir, porém um projétil japonês acertou um de seus torpedos, fazendo-o detonar e afundar. Nessa altura o cruzador blindado Bayan tinha partido em auxílio, porém foi atacado por cruzadores protegidos japoneses. Makarov partiu com o Petropavlovsk, seu irmão Poltava e três cruzadores protegidos com o objetivo de auxiliar o Bayan, ordenando que o resto da esquadra seguissem também assim que pudessem. Enquanto isso, Tōgō foi informado da surtida russa e foi para a área com todos os seus couraçados. Makarov percebeu a chegada de Tōgō e ordenou que seus navios recuassem e se juntassem ao resto da esquadra que estava acabando de sair do porto. A esquadra se unificou e então virou de volta para enfrentar o inimigo, porém o Petropavlovsk bateu em uma mina naval às 9h42min enquanto estava aproximadamente 3,2 quilômetros do litoral. Um de seus depósitos de munição explodiu e o navio afundou em dois minutos, com 27 oficiais e 652 marinheiros morrendo, incluindo Makarov. Apenas sete oficiais e 73 marinheiros foram resgatados.